# Camille Emmanuelle
Pour les articles homonymes, voir Emmanuelle.
Camille Emmanuelle est le nom de plume d'une journaliste et écrivaine française née le 18 juillet 1980 et spécialisée dans les questions de sexualité.

## Biographie

### Origines et formation
Son père est médecin, et sa mère, sage-femme. Ancienne élève des classes préparatoires littéraires, elle est diplômée de l'Institut d'études politiques de Grenoble (promotion 2002) et d'études approfondies en science politique. Elle a également suivi une formation de sexothérapeute.

### Carrière
Elle commence à travailler dans la communication, puis devient pigiste.
Elle choisit le pseudonyme « Emmanuelle » en hommage au roman autobiographique d'Emmanuelle Arsan.
En 2014, elle écrit le livre Paris couche-toi là ! aux éditions Parigramme, et en 2016, Sexpowerment, le sexe libère la femme (et l'homme) aux éditions Anne Carrière.
Parallèlement, elle est chroniqueuse pour Le Huffington Post, Slate ou encore L'Obs.
En septembre 2021, elle consacre un livre au sort des proches de personnes frappées par le terrorisme.

### Vie privée
Elle est mariée au dessinateur Luz et ils sont parents d'une fille née en 2015.

## Publications
- Paris couche-toi là !, Paris, Éditions Parigramme, 3 avril 2014, 205 p. (ISBN 978-2-84096-844-3 et 2-84096-844-4)
- Sexpowerment : le sexe libère la femme (et l'homme), Paris, éditions Anne Carrière, 7 avril 2016, 240 p. (ISBN 978-2-84337-768-6)
- Lettre à celle qui lit mes romances érotiques, et qui devrait arrêter tout de suite, Paris, Les Échappés, 2 février 2017, 128 p. (ISBN 978-2-35766-129-5)
- Sang tabou : Ne plus jamais rougir de nos règles, Paris, La Musardine, 16 mars 2017, 208 p. (ISBN 978-2-84271-778-0)
- Le Goût du baiser, Paris, Thierry Magnier, 16 octobre 2019, 220 p.  (ISBN 9791035202941)
- Ricochets: Proches de victimes d'attentats : les grands oubliés, Paris, Grasset, 1er septembre 2021, 336 pages (ISBN 978-2246825135)
- Hold-Up 21, éditions Anne Carrière, 2023 (collectif)  (ISBN 978-2380822762)
- Cucul, 2024